# 赖克斯
赖克斯（法語：Raix，法語發音：[ʁɛks]）是法国夏朗德省的一个市镇，位于该省北部，属于孔福朗区。

## 地理
赖克斯（46°0'3"N, 0°6'44"E）面积6.87 平方千米，位于法国新阿基坦大区夏朗德省，该省份为法国西部内陆省份，北起德塞夫勒省和维埃纳省，东临上维埃纳省，东南至多尔多涅省，南至多爾多涅省，西接滨海夏朗德省。
与赖克斯接壤的市镇（或旧市镇、城区）包括：拉费、维勒法尼昂、库尔科姆。
赖克斯的时区为UTC+01:00、UTC+02:00（夏令时）。

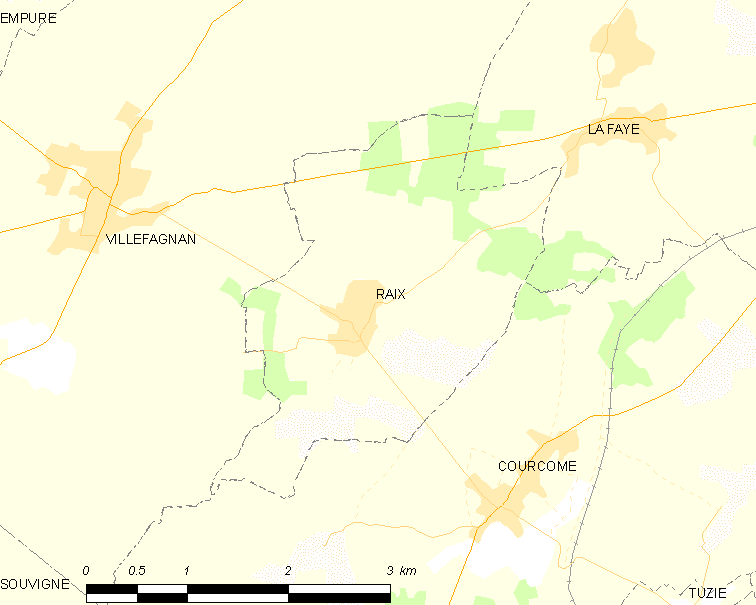
赖克斯的OSM定位图

## 行政
赖克斯的邮政编码为16240，INSEE市镇编码为16273。

## 政治
赖克斯所属的省级选区为夏朗德北县。

## 人口

1962-2008年间赖克斯人口变化图示

赖克斯于2022年1月1日时的人口数量为116人。

## 交通
夏朗德省省道D27线和D182线在境内交汇，D740线从北部过境。